# Llista de districtes rurals alemanys
Alemanya està dividida en 401 districtes administratius, dels quals 294 són rurals (landkreise) i 107 d'urbans (kreisfreie städte / stadtkreise) - ciutats que formen un districte per elles mateixes.
| Districte rural (landkreis)                      | Estat federat alemany            | Capital                  |
| ------------------------------------------------ | -------------------------------- | ------------------------ |
| Districte d'Aquisgrà (Aachen)                    | Rin del Nord-Westfàlia           | Aquisgrà¹                |
| Districte d'Ahrweiler                            | Renània-Palatinat                | Bad Neuenahr-Ahrweiler   |
| Districte d'Aichach-Friedberg                    | Baviera                          | Aichach                  |
| Districte d'Alb-Donau                            | Baden-Württemberg                | Ulm¹                     |
| Districte d'Altenburger Land                     | Turíngia                         | Altenburg                |
| Districte d'Altenkirchen                         | Renània-Palatinat                | Altenkirchen             |
| Districte d'Altmarkkreis Salzwedel               | Saxònia-Anhalt                   | Salzwedel                |
| Districte d'Altötting                            | Baviera                          | Altötting                |
| Districte d'Alzey-Worms                          | Renània-Palatinat                | Alzey                    |
| Districte d'Amberg-Sulzbach                      | Baviera                          | Amberg¹                  |
| Districte d'Ammerland                            | Baixa Saxònia                    | Westerstede              |
| Districte d'Anhalt-Bitterfeld                    | Saxònia-Anhalt                   | Köthen                   |
| Districte d'Annaberg                             | Saxònia                          | Annaberg-Buchholz        |
| Districte d'Ansbach                              | Baviera                          | Ansbach¹                 |
| Districte d'Aschaffenburg                        | Baviera                          | Aschaffenburg¹           |
| Districte d'Aue-Schwarzenberg                    | Saxònia                          | Aue                      |
| Districte d'Augsburg                             | Baviera                          | Augsburg¹                |
| Districte d'Aurich                               | Baixa Saxònia                    | Aurich                   |
| Districte de Bad Dürkheim                        | Renània-Palatinat                | Bad Dürkheim             |
| Districte de Bad Kissingen                       | Baviera                          | Bad Kissingen            |
| Districte de Bad Kreuznach                       | Renània-Palatinat                | Bad Kreuznach            |
| Districte de Bad Tölz-Wolfratshausen             | Baviera                          | Bad Tölz                 |
| Districte de Bamberg                             | Baviera                          | Bamberg¹                 |
| Districte de Barnim                              | Brandenburg                      | Eberswalde               |
| Districte de Bautzen                             | Saxònia                          | Bautzen                  |
| Districte de Bayreuth                            | Baviera                          | Bayreuth¹                |
| Districte de Bentheim                            | Baixa Saxònia                    | Nordhorn                 |
| Districte de Berchtesgadener Land                | Baviera                          | Bad Reichenhall          |
| Districte de Bergstraße                          | Hessen                           | Heppenheim               |
| Districte de Bernkastel-Wittlich                 | Renània-Palatinat                | Wittlich                 |
| Districte de Biberach                            | Baden-Württemberg                | Biberach                 |
| Districte de Birkenfeld                          | Renània-Palatinat                | Birkenfeld               |
| Districte de Bitburg-Prüm                        | Renània-Palatinat                | Bitburg                  |
| Districte de Böblingen                           | Baden-Württemberg                | Böblingen                |
| Districte de Bördekreis                          | Saxònia-Anhalt                   | Haldensleben             |
| Districte de Borken                              | Rin del Nord-Westfàlia           | Borken                   |
| Districte de Brisgòvia-Hochschwarzwald           | Baden-Württemberg                | Freiburg¹                |
| Districte de Burgenlandkreis                     | Saxònia-Anhalt                   | Naumburg                 |
| Districte de Calw                                | Baden-Württemberg                | Calw                     |
| Districte de Celle                               | Baixa Saxònia                    | Celle                    |
| Districte de Cham                                | Baviera                          | Cham                     |
| Districte de Chemnitzer Land                     | Saxònia                          | Glauchau                 |
| Districte de Clèveris (Kleve)                    | Rin del Nord-Westfàlia           | Clèveris (Kleve)         |
| Districte de Cloppenburg                         | Baixa Saxònia                    | Cloppenburg              |
| Districte de Coburg                              | Baviera                          | Coburg¹                  |
| Districte de Cochem-Zell                         | Renània-Palatinat                | Cochem                   |
| Districte de Coesfeld                            | Rin del Nord-Westfàlia           | Coesfeld                 |
| Districte de Constança                           | Baden-Württemberg                | Friedrichshafen          |
| Districte de Cuxhaven                            | Baixa Saxònia                    | Cuxhaven                 |
| Districte de Dachau                              | Baviera                          | Dachau                   |
| Districte de Dahme-Spreewald                     | Brandenburg                      | Lübben                   |
| Districte de Darmstadt-Dieburg                   | Hessen                           | Darmstadt¹               |
| Districte de Daun                                | Renània-Palatinat                | Daun                     |
| Districte de Deggendorf                          | Baviera                          | Deggendorf               |
| Districte de Delitzsch                           | Saxònia                          | Delitzsch                |
| Districte de Diepholz                            | Baixa Saxònia                    | Diepholz                 |
| Districte de Dillingen                           | Baviera                          | Dillingen                |
| Districte de Dingolfing-Landau                   | Baviera                          | Dingolfing               |
| Districte de Dithmarschen                        | Slesvig-Holstein                 | Heide                    |
| Districte de Döbeln                              | Saxònia                          | Döbeln                   |
| Districte de Donau-Ries                          | Baviera                          | Donauwörth               |
| Districte de Donnersbergkreis                    | Renània-Palatinat                | Kirchheimbolanden        |
| Districte de Düren                               | Rin del Nord-Westfàlia           | Düren                    |
| Districte d'Ebersberg                            | Baviera                          | Ebersberg                |
| Districte d'Eichsfeld                            | Turíngia                         | Heilbad Heiligenstadt    |
| Districte d'Eichstätt                            | Baviera                          | Eichstätt                |
| Districte d'Elbe-Elster                          | Brandenburg                      | Herzberg                 |
| Districte d'Emmendingen                          | Baden-Württemberg                | Emmendingen              |
| Districte d'Emsland                              | Baixa Saxònia                    | Meppen                   |
| Districte d'Ennepe-Ruhr                          | Rin del Nord-Westfàlia           | Schwelm                  |
| Districte d'Enzkreis                             | Baden-Württemberg                | Pforzheim¹               |
| Districte d'Erding                               | Baviera                          | Erding                   |
| Districte d'Erlangen-Höchstadt                   | Baviera                          | Erlangen¹                |
| Districte d'Esslingen                            | Baden-Württemberg                | Esslingen am Neckar      |
| Districte d'Euskirchen                           | Rin del Nord-Westfàlia           | Euskirchen               |
| Districte de Forchheim                           | Baviera                          | Forchheim                |
| Districte de Freiberg                            | Saxònia                          | Freiberg                 |
| Districte de Freising                            | Baviera                          | Freising                 |
| Districte de Freudenstadt                        | Baden-Württemberg                | Freudenstadt             |
| Districte de Freyung-Grafenau                    | Baviera                          | Freyung                  |
| Districte de Friesland                           | Baixa Saxònia                    | Jever                    |
| Districte de Fulda                               | Hessen                           | Fulda                    |
| Districte de Fürstenfeldbruck                    | Baviera                          | Fürstenfeldbruck         |
| Districte de Fürth                               | Baviera                          | Zirndorf                 |
| Districte de Garmisch-Partenkirchen              | Baviera                          | Garmisch-Partenkirchen   |
| Districte de Germersheim                         | Renània-Palatinat                | Germersheim              |
| Districte de Gießen                              | Hessen                           | Gießen                   |
| Districte de Gifhorn                             | Baixa Saxònia                    | Gifhorn                  |
| Districte de Göppingen                           | Baden-Württemberg                | Göppingen                |
| Districte de Goslar                              | Baixa Saxònia                    | Goslar                   |
| Districte de Gotha                               | Turíngia                         | Gotha                    |
| Districte de Göttingen                           | Baixa Saxònia                    | Göttingen                |
| Districte de Greiz                               | Turíngia                         | Greiz                    |
| Districte de Groß-Gerau                          | Hessen                           | Groß-Gerau               |
| Districte de Günzburg                            | Baviera                          | Günzburg                 |
| Districte de Gütersloh                           | Rin del Nord-Westfàlia           | Gütersloh                |
| Districte de Hameln-Pyrmont                      | Baixa Saxònia                    | Hamelín (Hameln)         |
| Districte de Hannover                            | Baixa Saxònia                    | Hannover                 |
| Districte de Harburg                             | Baixa Saxònia                    | Winsen                   |
| Districte del Harz                               | Saxònia-Anhalt                   | Halberstadt              |
| Districte de Haßberge                            | Baviera                          | Haßfurt                  |
| Districte de Havelland                           | Brandenburg                      | Rathenow                 |
| Districte de Heidekreis                          | Baixa Saxònia                    | Bad Fallingbostel        |
| Districte de Heidenheim                          | Baden-Württemberg                | Heidenheim               |
| Districte de Heilbronn                           | Baden-Württemberg                | Heilbronn¹               |
| Districte de Heinsberg                           | Rin del Nord-Westfàlia           | Heinsberg                |
| Districte de Helmstedt                           | Baixa Saxònia                    | Helmstedt                |
| Districte de Herford                             | Rin del Nord-Westfàlia           | Herford                  |
| Districte de Hersfeld-Rotenburg                  | Hessen                           | Bad Hersfeld             |
| Districte de Hildburghausen                      | Turíngia                         | Hildburghausen           |
| Districte de Hildesheim                          | Baixa Saxònia                    | Hildesheim               |
| Districte de Hochsauerland                       | Rin del Nord-Westfàlia           | Meschede                 |
| Districte de Hochtaunuskreis                     | Hessen                           | Bad Homburg              |
| Districte de Hof                                 | Baviera                          | Hof                      |
| Districte de Hohenlohekreis                      | Baden-Württemberg                | Künzelsau                |
| Districte de Holzminden                          | Baixa Saxònia                    | Holzminden               |
| Districte de Höxter                              | Rin del Nord-Westfàlia           | Höxter                   |
| Districte de Ilm-Kreis                           | Turíngia                         | Arnstadt                 |
| Districte de Jerichower Land                     | Saxònia-Anhalt                   | Burg                     |
| Districte de Kaiserslautern                      | Renània-Palatinat                | Kaiserslautern¹          |
| Districte de Kamenz                              | Saxònia                          | Kamenz                   |
| Districte de Karlsruhe                           | Baden-Württemberg                | Karlsruhe¹               |
| Districte de Kassel                              | Hessen                           | Kassel¹                  |
| Districte de Kelheim                             | Baviera                          | Kelheim                  |
| Districte de Kitzingen                           | Baviera                          | Kitzingen                |
| Districte de Konstanz                            | Baden-Württemberg                | Konstanz                 |
| Districte de Kronach                             | Baviera                          | Kronach                  |
| Districte de Kulmbach                            | Baviera                          | Kulmbach                 |
| Districte de Kusel                               | Renània-Palatinat                | Kusel                    |
| Districte de Kyffhäuserkreis                     | Turíngia                         | Sondershausen            |
| Districte de Lahn-Dill                           | Hessen                           | Wetzlar                  |
| Districte de Landsberg                           | Baviera                          | Landsberg                |
| Districte de Landshut                            | Baviera                          | Landshut¹                |
| Districte del Ducat de Lauenburg                 | Slesvig-Holstein                 | Ratzeburg                |
| Districte de Leer                                | Baixa Saxònia                    | Leer                     |
| Districte de Leipziger Land                      | Saxònia                          | Borna                    |
| Districte de Lichtenfels                         | Baviera                          | Lichtenfels              |
| Districte de Limburg-Weilburg                    | Hessen                           | Limburg                  |
| Districte de Lindau                              | Baviera                          | Lindau                   |
| Districte de Lippe                               | Rin del Nord-Westfàlia           | Detmold                  |
| Districte de Löbau-Zittau                        | Saxònia                          | Zittau                   |
| Districte de Lörrach                             | Baden-Württemberg                | Lörrach                  |
| Districte de Lüchow-Dannenberg                   | Baixa Saxònia                    | Lüchow                   |
| Districte de Ludwigsburg                         | Baden-Württemberg                | Ludwigsburg              |
| Districte de Ludwigslust-Parchim                 | Mecklemburg-Pomerània Occidental | Parchim                  |
| Districte de Lüneburg                            | Baixa Saxònia                    | Lüneburg                 |
| Districte de Main-Kinzig                         | Hessen                           | Hanau                    |
| Districte de Main-Spessart                       | Baviera                          | Karlstadt am Main        |
| Districte de Main-Tauber                         | Baden-Württemberg                | Tauberbischofsheim       |
| Districte de Main-Taunus                         | Hessen                           | Hofheim                  |
| Districte de Magúncia-Bingen                     | Renània-Palatinat                | Ingelheim                |
| Districte de Mansfeld-Südharz                    | Saxònia-Anhalt                   | Sangerhausen             |
| Districte de Marburg-Biedenkopf                  | Hessen                           | Marburg an der Lahn      |
| Districte de Märkischer Kreis                    | Rin del Nord-Westfàlia           | Lüdenscheid              |
| Districte de Märkisch-Oderland                   | Brandenburg                      | Seelow                   |
| Districte de Mayen-Coblença                      | Renània-Palatinat                | Coblença¹                |
| Districte de Mecklenburgische Seenplatte         | Mecklemburg-Pomerània Occidental | Neubrandenburg           |
| Districte de Meißen                              | Saxònia                          | Meißen                   |
| Districte de Merzig-Wadern                       | Saarland                         | Merzig                   |
| Districte de Mettmann                            | Rin del Nord-Westfàlia           | Mettmann                 |
| Districte de Miesbach                            | Baviera                          | Miesbach                 |
| Districte de Miltenberg                          | Baviera                          | Miltenberg               |
| Districte de Minden-Lübbecke                     | Rin del Nord-Westfàlia           | Minden                   |
| Districte de Mittlerer Erzgebirgskreis           | Saxònia                          | Marienberg               |
| Districte de Mittweida                           | Saxònia                          | Mittweida                |
| Districte de Mühldorf                            | Baviera                          | Mühldorf                 |
| Districte de Muldentalkreis                      | Saxònia                          | Grimma                   |
| Districte de Múnic (München)                     | Baviera                          | Múnic¹ (München)         |
| Districte de Neckar-Odenwald                     | Baden-Württemberg                | Mosbach                  |
| Districte de Neuburg-Schrobenhausen              | Baviera                          | Neuburg                  |
| Districte de Neumarkt                            | Baviera                          | Neumarkt                 |
| Districte de Neunkirchen                         | Saarland                         | Neunkirchen              |
| Districte de Neuss                               | Rin del Nord-Westfàlia           | Neuss                    |
| Districte de Neustadt an der Waldnaab            | Baviera                          | Neustadt an der Waldnaab |
| Districte de Neustadt an der Waldnaab            | Baviera                          | Neustadt an der Waldnaab |
| Districte de Neu-Ulm                             | Baviera                          | Neu-Ulm                  |
| Districte de Neuwied                             | Renània-Palatinat                | Neuwied                  |
| Districte de Niederschlesischer Oberlausitzkreis | Saxònia                          | Niesky                   |
| Districte de Nienburg                            | Baixa Saxònia                    | Nienburg                 |
| Districte de Nordfriesland                       | Slesvig-Holstein                 | Husum                    |
| Districte de Nordhausen                          | Turíngia                         | Nordhausen               |
| Districte de Nordwestmecklenburg                 | Mecklemburg-Pomerània Occidental | Wismar                   |
| Districte de Northeim                            | Baixa Saxònia                    | Northeim                 |
| Districte de Nürnberger Land                     | Baviera                          | Lauf                     |
| Districte d'Oberallgäu                           | Baviera                          | Sonthofen                |
| Districte d'Oberbergischer Kreis                 | Rin del Nord-Westfàlia           | Gummersbach              |
| Districte d'Oberhavel                            | Brandenburg                      | Oranienburg              |
| Districte d'Oberspreewald-Lausitz                | Brandenburg                      | Senftenberg              |
| Districte d'Odenwaldkreis                        | Hessen                           | Erbach                   |
| Districte d'Oder-Spree                           | Brandenburg                      | Beeskow                  |
| Districte d'Offenbach                            | Hessen                           | Dietzenbach              |
| Districte d'Oldenburg                            | Baixa Saxònia                    | Wildeshausen             |
| Districte d'Olpe                                 | Rin del Nord-Westfàlia           | Olpe                     |
| Districte d'Ortenaukreis                         | Baden-Württemberg                | Offenburg                |
| Districte d'Osnabrück                            | Baixa Saxònia                    | Osnabrück¹               |
| Districte d'Ostalbkreis                          | Baden-Württemberg                | Aalen                    |
| Districte d'Ostallgäu                            | Baviera                          | Marktoberdorf            |
| Districte d'Osterholz                            | Baixa Saxònia                    | Osterholz-Scharmbeck     |
| Districte d'Ostholstein                          | Slesvig-Holstein                 | Eutin                    |
| Districte d'Ostprignitz-Ruppin                   | Brandenburg                      | Neuruppin                |
| Districte de Paderborn                           | Rin del Nord-Westfàlia           | Paderborn                |
| Districte de Parchim                             | Mecklemburg-Pomerània Occidental | Parchim                  |
| Districte de Passau                              | Baviera                          | Passau¹                  |
| Districte de Peine                               | Baixa Saxònia                    | Peine                    |
| Districte de Pfaffenhofen                        | Baviera                          | Pfaffenhofen             |
| Districte de Pinneberg                           | Slesvig-Holstein                 | Elmshorn                 |
| Districte de Plön                                | Slesvig-Holstein                 | Plön                     |
| Districte de Potsdam-Mittelmark                  | Brandenburg                      | Belzig                   |
| Districte de Prignitz                            | Brandenburg                      | Perleberg                |
| Districte de Rastatt                             | Baden-Württemberg                | Rastatt                  |
| Districte de Ravensburg                          | Baden-Württemberg                | Ravensburg               |
| Districte de Recklinghausen                      | Rin del Nord-Westfàlia           | Recklinghausen           |
| Districte de Regen                               | Baviera                          | Regen                    |
| Districte de Ratisbona                           | Baviera                          | Ratisbona¹               |
| Districte de Rems-Murr                           | Baden-Württemberg                | Waiblingen               |
| Districte de Rendsburg-Eckernförde               | Slesvig-Holstein                 | Rendsburg                |
| Districte de Reutlingen                          | Baden-Württemberg                | Reutlingen               |
| Districte de Rhein-Erft-Kreis                    | Rin del Nord-Westfàlia           | Bergheim                 |
| Districte de Rheingau-Taunus                     | Hessen                           | Bad Schwalbach           |
| Districte de Rhein-Hunsrück                      | Renània-Palatinat                | Simmern                  |
| Districte de Rheinisch-Bergischer Kreis          | Rin del Nord-Westfàlia           | Bergisch-Gladbach        |
| Districte de Rhein-Lahn                          | Renània-Palatinat                | Bad Ems                  |
| Districte de Rhein-Neckar                        | Baden-Württemberg                | Heidelberg¹              |
| Districte de Rhein-Pfalz-Kreis                   | Renània-Palatinat                | Ludwigshafen¹            |
| Districte de Rhein-Sieg                          | Rin del Nord-Westfàlia           | Siegburg                 |
| Districte de Rhön-Grabfeld                       | Baviera                          | Bad Neustadt             |
| Districte de Riesa-Großenhain                    | Saxònia                          | Großenhain               |
| Districte de Rosenheim                           | Baviera                          | Rosenheim¹               |
| Districte de Rostock                             | Mecklemburg-Pomerània Occidental | Güstrow                  |
| Districte de Rotenburg                           | Baixa Saxònia                    | Rotenburg                |
| Districte de Roth                                | Baviera                          | Roth                     |
| Districte de Rottal-Inn                          | Baviera                          | Pfarrkirchen             |
| Districte de Rottweil                            | Baden-Württemberg                | Rottweil                 |
| Districte de Saale-Holzland                      | Turíngia                         | Eisenberg                |
| Districte de Saale-Orla                          | Turíngia                         | Schleiz                  |
| Districte de Saalfeld-Rudolstadt                 | Turíngia                         | Saalfeld                 |
| Districte de Saalekreis                          | Saxònia-Anhalt                   | Merseburg                |
| Comunitat regional de Saarbrücken                | Saarland                         | Saarbrücken              |
| Districte de Saarlouis                           | Saarland                         | Saarlouis                |
| Districte de Saarpfalz                           | Saarland                         | Homburg                  |
| Districte de Sächsische Schweiz-Osterzgebirge    | Saxònia                          | Pirna                    |
| Districte de Salzlandkreis                       | Saxònia-Anhalt                   | Bernburg                 |
| Districte de Sankt Wendel                        | Saarland                         | Sankt Wendel             |
| Districte de Schaumburg                          | Baixa Saxònia                    | Stadthagen               |
| Districte de Slesvig-Flensburg                   | Slesvig-Holstein                 | Slesvig                  |
| Districte de Schmalkalden-Meiningen              | Turíngia                         | Meiningen                |
| Districte de Schwäbisch Hall                     | Baden-Württemberg                | Schwäbisch Hall          |
| Districte de Schwalm-Eder                        | Hessen                           | Homberg                  |
| Districte de Schwandorf                          | Baviera                          | Schwandorf               |
| Districte de Schwarzwald-Baar                    | Baden-Württemberg                | Villingen-Schwenningen   |
| Districte de Schweinfurt                         | Baviera                          | Schweinfurt¹             |
| Districte de Segeberg                            | Slesvig-Holstein                 | Bad Segeberg             |
| Districte de Siegen-Wittgenstein                 | Rin del Nord-Westfàlia           | Siegen                   |
| Districte de Sigmaringen                         | Baden-Württemberg                | Sigmaringen              |
| Districte de Soest                               | Rin del Nord-Westfàlia           | Soest                    |
| Districte de Sömmerda                            | Turíngia                         | Sömmerda                 |
| Districte de Sonneberg                           | Turíngia                         | Sonneberg                |
| Districte de Spree-Neiße                         | Brandenburg                      | Forst                    |
| Districte de Stade                               | Baixa Saxònia                    | Stade                    |
| Districte de Starnberg                           | Baviera                          | Starnberg                |
| Districte de Steinburg                           | Slesvig-Holstein                 | Itzehoe                  |
| Districte de Steinfurt                           | Rin del Nord-Westfàlia           | Steinfurt                |
| Districte de Stendal                             | Saxònia-Anhalt                   | Stendal                  |
| Districte de Stollberg                           | Saxònia                          | Stollberg                |
| Districte de Stormarn                            | Slesvig-Holstein                 | Bad Oldesloe             |
| Districte de Straubing-Bogen                     | Baviera                          | Straubing¹               |
| Districte de Südliche Weinstraße                 | Renània-Palatinat                | Landau¹                  |
| Districte de Südwestpfalz                        | Renània-Palatinat                | Pirmasens¹               |
| Districte de Teltow-Fläming                      | Brandenburg                      | Luckenwalde              |
| Districte de Tirschenreuth                       | Baviera                          | Tirschenreuth            |
| Districte de Torgau-Oschatz                      | Saxònia                          | Torgau                   |
| Districte de Traunstein                          | Baviera                          | Traunstein               |
| Districte de Trèveris-Saarburg                   | Renània-Palatinat                | Trèveris¹                |
| Districte de Tübingen                            | Baden-Württemberg                | Tübingen                 |
| Districte de Tuttlingen                          | Baden-Württemberg                | Tuttlingen               |
| Districte d'Uckermark                            | Brandenburg                      | Prenzlau                 |
| Districte d'Uelzen                               | Baixa Saxònia                    | Uelzen                   |
| Districte d'Unna                                 | Rin del Nord-Westfàlia           | Unna                     |
| Districte d'Unstrut-Hainich                      | Turíngia                         | Mühlhausen               |
| Districte d'Unterallgäu                          | Baviera                          | Mindelheim               |
| Districte de Vechta                              | Baixa Saxònia                    | Vechta                   |
| Districte de Verden                              | Baixa Saxònia                    | Verden                   |
| Districte de Viersen                             | Rin del Nord-Westfàlia           | Viersen                  |
| Districte de Vogelsbergkreis                     | Hessen                           | Lauterbach               |
| Districte de Vogtlandkreis                       | Saxònia                          | Plauen¹                  |
| Districte de Vorpommern-Greifswald               | Mecklemburg-Pomerània Occidental | Greifswald               |
| Districte de Vorpommern-Rügen                    | Mecklemburg-Pomerània Occidental | Stralsund                |
| Districte de Waldeck-Frankenberg                 | Hessen                           | Korbach                  |
| Districte de Waldshut                            | Baden-Württemberg                | Waldshut-Tiengen         |
| Districte de Warendorf                           | Rin del Nord-Westfàlia           | Warendorf                |
| Districte de Wartburgkreis                       | Turíngia                         | Eisenach                 |
| Districte de Weilheim-Schongau                   | Baviera                          | Weilheim                 |
| Districte de Weimarer Land                       | Turíngia                         | Apolda                   |
| Districte de Weißenburg-Gunzenhausen             | Baviera                          | Weißenburg               |
| Districte de Weißeritzkreis                      | Saxònia                          | Dippoldiswalde           |
| Districte de Werra-Meißner                       | Hessen                           | Eschwege                 |
| Districte de Wesel                               | Rin del Nord-Westfàlia           | Wesel                    |
| Districte de Wesermarsch                         | Baixa Saxònia                    | Brake                    |
| Districte de Westerwald                          | Renània-Palatinat                | Montabaur                |
| Districte de Wetteraukreis                       | Hessen                           | Friedberg                |
| Districte de Wittenberg                          | Saxònia-Anhalt                   | Wittenberg               |
| Districte de Wittmund                            | Baixa Saxònia                    | Wittmund                 |
| Districte de Wolfenbüttel                        | Baixa Saxònia                    | Wolfenbüttel             |
| Districte de Wunsiedel                           | Baviera                          | Wunsiedel                |
| Districte de Würzburg                            | Baviera                          | Würzburg¹                |
| Districte de Zollernalbkreis                     | Baden-Württemberg                | Balingen                 |
| Districte de Zwickauer Land                      | Saxònia                          | Werdau                   |